# Пасош Антигве и Барбуде
Пасош Антигве и Барбуде је јавна путна исправа која се држављанину Антигве и Барбуде издаје за путовање и боравак у иностранству, као и за повратак у земљу. 
За време боравка у иностранству, путна исправа служи њеном имаоцу за доказивање идентитета и као доказ о држављанству Антигве и Барбуде. Пасош Антигве и Барбуде се издаје за неограничен број путовања.